# Acanthoecida
Ordre
Les Acanthoecida sont un ordre de Choanozoaires de la classe des Choanoflagellatea.

## Description
Dans leur publication de 2011, Nitsche (d) et al. donnent la définition suivante de cet ordre : 

« Cellules entourées d'une lorica en forme de panier de côtes siliceuses comprenant des bandes costales en forme de tige et un investissement organique partiel ou total sur la surface interne. »

## Liste des famille
- Acanthoecidae Norris, 1965
- Stephanoecidae Leadbeater in Nitsche et al., 2011

## Systématique
Le nom valide complet (avec auteur) de ce taxon est Acanthoecida Cavalier-Smith, 1997 emend. Nitsche et al., 2011,.
La définition faite par Cavalier-Smith en 1997 a été émendée en 2011 par Frank Nitsche (d), Martin Carr (d), Hartmut Arndt (d) et Barry Leadbeater (d) qui ont ajouté à l'unique famille initialement attachée à cet ordre, celle des Stephanoecidae.

### Publication originale
- (en) Frank Nitsche, Martin Carr, Hartmut Arndt et Barry S C Leadbeater, « Higher Level Taxonomy and Molecular Phylogenetics of the Choanoflagellatea », Journal of Eukaryotic Microbiology, International Society of Protistologists, vol. 58, no 5,‎ 2 septembre 2011, p. 452-462 (ISSN 1066-5234 et 1550-7408, PMID 21895836, DOI 10.1111/J.1550-7408.2011.00572.X, lire en ligne).